# دیخترن
دیخترن (به هلندی: Dichteren) یک منطقهٔ مسکونی در هلند است که در دوتینخم واقع شده‌است. دیخترن ۷٬۰۰۰ نفر جمعیت دارد.